# Эйссен, Янник
Янник Эйссен (нидерл. Yannick Eijssen; род. 26 июня 1989 в Лёвене, Бельгия) — бывший бельгийский профессиональный шоссейный велогонщик. В 2011–2014 годах выступал за команду мирового тура «BMC Racing Team». В мае 2016 28-летний гонщик объявил о завершении карьеры по окончании сезона.

## Достижения
2009
3-й Тур Земель Савои
6-й Тур Пиреней
2010
1-й Классика Бевербека
1-й  Ронд де л'Изард
1-й Этап 3
1-й Этап 3 Тур де л'Авенир
3-й Тур Пиреней
Чемпионат Бельгии
3-й  Групповая гонка U23
6-й Льеж — Бастонь — Льеж U23
2012
1-й Этап 1 (КГ) Джиро дель Трентино
2013
1-й Этап 2 (КГ) Тур Катара
2014
1-й Этап 1 (КГ) Джиро дель Трентино

## Статистика выступлений

### Гранд-туры
| Гонка           | 2012 | 2013 | 2014 |
| --------------- | ---- | ---- | ---- |
| Джиро д'Италия  | —    | —    | НФ   |
| Тур де Франс    | —    | —    | —    |
| Вуэльта Испании | 119  | 83   | —    |

| —  | Не участвовал  |
| НФ | Не финишировал |